# Copa del Rey de baloncesto 1995
La 59.ª edición de la Copa del Rey de baloncesto se disputó en el Palacio de Deportes de Granada desde el 2 al 5 de marzo de 1995 en su fase final. Taugrés Baskonia ganó su primer título después de derrotar al Amway Zaragoza en la final.

## Formato de competición
Los cuatro mejores equipos en la Liga ACB (FC Barcelona, Real Madrid, Joventut Badalona y Estudiantes) se clasificaron directamente a la etapa Final a ocho, que se jugaría durante la siguiente temporada.
Los otros cuatro lugares se decidirían en un torneo llamado Liga de la Copa que se jugó en abril y mayo de 1994, con los equipos eliminados en los play-offs de la temporada 1993-94. Los equipos eliminados en la ronda de 16 se dividirían en dos grupos de cuatro equipos. Los dos primeros equipos calificados jugarían un fase clasificatoria de playoffs con cada uno de los cuatro cuartos de finalista para obtener un lugar en el Final Eight.
Como OAR Ferrol se disolvió antes de la temporada 1994-95, su lugar se decidiría en un desempate al mejor de tres entre Cáceres y Amway Zaragoza.

## Liga de la Copa

### Playoffs
Los dos primeros equipos clasificados de cada grupo jugarían una última ronda contra los cuatro cuartofinalista de la temporada 1993–94,
| Equipo 1          | Agr. | Equipo 2         | Ida   | Vuelta | 3er partido |
| ----------------- | ---- | ---------------- | ----- | ------ | ----------- |
| Caja San Fernando | 0–2  | Festina Andorra  | 96–99 | 85–101 | –           |
| TDK Manresa       | 1–2  | Taugrés Baskonia | 94–83 | 77–80  | 78–82       |
| Coren Ourense     | 0–2  | Elmar León       | 74–82 | 81–84  | –           |
| Cáceres CB        | 1–2  | OAR Ferrol       | 73–69 | 63–65  | 80–83       |

## Repesca
Como OAR Ferrol desapareció de la Liga ACB, se jugó un playoff de repesca en diciembre de 1994 y enero de 1995. El ganador de al mejor de tres ocuparía la vacante del equipo gallego en la final a ocho.
| Equipo 1   | Agr. | Equipo 2       | Ida   | Vuelta | 3er partido |
| ---------- | ---- | -------------- | ----- | ------ | ----------- |
| Cáceres CB | 1–2  | Amway Zaragoza | 85–89 | 97–90  | 91–98       |

## Final a Ocho
|  | 1/4 de final     | 1/4 de final   |                  |                | Semifinales | Semifinales |             |                  | Final        | Final      |  |
|  | 2 y 3 de marzo   | 2 y 3 de marzo |                  |                | 4 de marzo  | 4 de marzo  |             |                  | 5 de marzo   | 5 de marzo |  |
|  |                  |                |                  |                |             |             |             |                  |              |            |  |
|  |                  |                |                  |                |             |             |             |                  |              |            |  |
|  | Real Madrid      | 88             |                  |                |             |             |             |                  |              |            |  |
|  | Real Madrid      | 88             |                  |                |             |             |             |                  |              |            |  |
|  | Baloncesto León  | 74             |                  |                |             |             |             |                  |              |            |  |
|  | Baloncesto León  | 74             |                  | Real Madrid    | 79          |             |             |                  |              |            |  |
|  |                  |                |                  | Real Madrid    | 79          |             |             |                  |              |            |  |
|  |                  |                | Taugrés Baskonia | 86             |             |             |             |                  |              |            |  |
|  | 7Up Joventut     | 89             | Taugrés Baskonia | 86             |             |             |             |                  |              |            |  |
|  | 7Up Joventut     | 89             |                  |                |             |             |             |                  |              |            |  |
|  | Taugrés Baskonia | 96             |                  |                |             |             |             |                  |              |            |  |
|  | Taugrés Baskonia | 96             |                  |                |             |             |             | Taugrés Baskonia | 88           |            |  |
|  |                  |                |                  |                |             |             |             | Taugrés Baskonia | 88           |            |  |
|  |                  |                | Amway Zaragoza   | 80             |             |             |             |                  |              |            |  |
|  | FC Barcelona     | 61             | Amway Zaragoza   | 80             |             |             |             |                  |              |            |  |
|  | FC Barcelona     | 61             |                  |                |             |             |             |                  |              |            |  |
|  | Amway Zaragoza   | 66             |                  |                |             |             |             |                  |              |            |  |
|  | Amway Zaragoza   | 66             |                  | Amway Zaragoza | 84          |             |             | Tercer lugar     | Tercer lugar |            |  |
|  |                  |                |                  | Amway Zaragoza | 84          |             |             | Tercer lugar     | Tercer lugar |            |  |
|  |                  |                | Estudiantes      | 75             |             |             |             |                  |              |            |  |
|  | Estudiantes      | 87             | Estudiantes      | 75             |             |             | Real Madrid | 66               |              |            |  |
|  | Estudiantes      | 87             |                  |                |             |             | Real Madrid | 66               |              |            |  |
|  | Festina Andorra  | 86             |                  |                |             |             |             |                  | Estudiantes  | 76         |  |
|  | Festina Andorra  | 86             |                  |                |             |             |             |                  | Estudiantes  | 76         |  |
|  |                  |                |                  |                |             |             |             |                  |              |            |  |

## Final
| 5 de marzo de 1995 | Taugrés Baskonia                               | 88–80                              | Amway Zaragoza                                                           | |  |
| 20:00 GTM+1        | Marcador por tiempos: 40–39, 48–41             | Marcador por tiempos: 40–39, 48–41 | Marcador por tiempos: 40–39, 48–41                                       | |  |
|                    | Estadísticas Green 20 Green 20 Laso 7 Green 32 | Boxscore Pts Reb Asts Val          | Estadísticas Bannister 20 Bannister, Murcia 5 Turner 5 tres jugadores 15 | Pabellón: Palacio de Deportes , Granada Asistencia: 7,500 espectadores Árbitros: Francisco Javier Fajardo, Manuel Guillén |  |

| Campeón                     |
| --------------------------- |
| Taugrés Baskonia 1.º título |

## MVP de la Copa
- Pablo Laso